# Pippo (aereo)
Pippo è il nome con cui in Italia venivano popolarmente chiamati, nelle fasi finali della seconda guerra mondiale, gli aerei da caccia notturna delle forze Alleate che compivano incursioni solitarie nelle regioni settentrionali della nazione.
I "Pippo", a differenza dei grandi bombardieri che colpivano da alta quota, arrivavano in volo radente, per evitare la contraerea, e sganciavano ordigni o mitragliavano nel buio della notte. Le azioni erano rese possibili dalle prime installazioni di apparecchi radar sugli aerei, che proprio con i "Pippo" furono oggetto di una sperimentazione su larga scala.

## L'operazione "Night Intruder"
Le azioni dei "Pippo" erano state programmate dagli Alleati con la complessa operazione denominata "Night Intruder" (in italiano "intruso notturno"), affidata ai piloti della RAF. Gli aerei decollavano dalle basi alleate di Falconara Marittima e Foggia in formazioni da cinque velivoli per ogni missione, che poi si dividevano per raggiungere le zone o gli obiettivi rispettivamente assegnati. Per questo servizio vennero impiegati inizialmente i cacciabombardieri bimotori "Beaufighter", in seguito affiancati dai più moderni "Mosquito".
Le incursioni dei "Pippo" avvennero in tutto il Nord Italia a partire dagli ultimi mesi del 1943 e fino alla liberazione, con lo scopo di eseguire azioni continue di disturbo, volte a dimostrare l'incapacità della neonata Repubblica Sociale Italiana di garantire la sicurezza del territorio.
Colpendo principalmente nell'oscurità, i "Pippo" rappresentavano una presenza misteriosa e incombente. Senza dubbio furono un'efficace arma psicologica nei confronti delle popolazioni rurali, surrogatoria delle azioni di bombardamento strategico utilizzate sui grandi agglomerati urbani. Questo tipo di minaccia, con apparizioni casuali, poteva colpire anche i piccoli abitati, che potevano sentirsi teoricamente al sicuro dai bombardamenti massicci.
Poche furono le azioni avvenute in orario diurno; in particolare si ricorda l'incursione mirata di uno o due "Beaufighter" che, intorno alle ore 12 del 15 settembre 1944, mitragliarono la linea tranviaria Brescia-Carpenedolo in prossimità di Montichiari, causando l'eccidio di Trivellini, nel quale persero la vita diciassette persone.
Dalle medesime località sono giunte testimonianze che descrivono come questi velivoli fungessero anche da ponte radio in grado di trasmettere agli Alleati informazioni utili, nella fattispecie riguardanti i movimenti di soldati e aerei dell'aeroporto di Ghedi.

## La leggenda del "Pippo"
Nei confronti dei "Pippo" nacquero varie leggende, tra cui quella secondo cui si trattava di un velivolo delle forze dell'Asse che, utilizzando armamento ridotto e spaventando i civili, volesse instillare nella popolazione l'odio verso gli Alleati o controllasse il rispetto del coprifuoco e dell'oscuramento imposti nelle ore notturne, colpendo indiscriminatamente ogni fonte luminosa visibile.
Tra le convinzioni più diffuse vi era quella, errata, che si trattasse di un solo aereo. Tale disinformazione era dovuta alla segretezza della missione mantenuta dagli Alleati e alla forte censura dei mezzi di informazione italiani, sotto il controllo fascista, che impediva di conoscere la reale dimensione del fenomeno: gli attacchi dei "Pippo" furono molte centinaia. La stampa di regime sosteneva la tesi di un unico aereo sfuggito alle maglie della contraerea, che veniva definito "Molestatore Volante". Ciclicamente apparivano false notizie sull'avvenuto abbattimento del "molestatore" in varie località del Nord Italia.
La denominazione popolare di "Pippo" ebbe nel Veneto la variante di "Pippetto" o "Pipetto", mentre in Toscana veniva generalmente chiamato "Il Notturno".